# Grand opéra
La grand opéra és un estil d'òpera aparegut sobretot a París a mitjan segle xix i caracteritzat per la seva grandiositat.
Els temes heroics i històrics, els grans personatges, les vastes orquestres, els vestits sumptuosos i els efectes escènics espectaculars eren els trets comuns d'aquest gènere. Unes altres característiques inclouen la música contínua (recitatiu en comptes de diàleg parlat), amb una estructura de cinc actes i l'obligada presència d'almenys d'un ballet, el més extens al segon acte, a més de nombrosos cors.
El llibretista darrere de gairebé totes les grand opéras va ser Eugène Scribe, que va escriure històries emocionants tot utilitzant la tècnica dramatúrgica de la deixada en suspens (cliffhanger). La trama girava principalment al voltant d'un esdeveniment històric definit específicament, que formava un teló de fons de complexes relacions emocionals dels personatges entre si.
L'edat d'or del gènere fou entre 1828 i 1850. El primer any correspon a l'estrena de la que es considera la primera grand opéra: La Muette de Portici de Daniel François Auber. Explica una història melodramàtica en una ambientació històrica, durant la revolució de Nàpols de 1647 i acaba espectacularment amb l'erupció del Vesuvi, després de cinc actes de gran espectacle amb cors i ballet. El 1829, Guillaume Tell de Rossini consolidà la tendència del nou gènere.

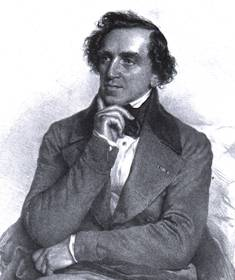
Giacomo Meyerbeer

Giacomo Meyerbeer (1791-1864), d'origen alemany però que va desenvolupar la seva carrera fonamentalment a París, va ser el primer gran exponent de la Grand Opéra francesa. Obté un gran nombre de representacions combinant elements dels estils italià i francès amb minuciositat alemanya. Robert le diable (París, 1831), era una òpera romàntica de terror, última variant de l'òpera seriosa històrica. Les Huguenots (1836) desplega una complicada intriga en cinc actes, basada en el conflicte entre catòlics i calvinistes. L'esgarrifós ritual de la consagració de les espases, amb les seves tenebres demoníaques i el seu fanatisme, és un dels grans conjunts romàntics; es convertí en l'òpera més representada del moment i en l'èxit més gran del gènere. Le Prophète (1849), és un espectacle turbulent sobre el moviment reformista dels anabaptistes a la regió de Münster. L'Africaine (1865), obra pòstuma, narra els viatges de Vasco de Gama i està plena de color exòtic, acaba amb el Liebestod de Selica sota un singlot verinós. Les crítiques de Wagner van tenir una notable influència en el declivi de la popularitat de Meyerbeer després de la seva mort.
Altres exponents famosos foren el Gustave III de Daniel Auber (1833, llibret de Sribe, més tard adaptat per Un ballo in maschera de Verdi), i La juive de Fromental Halévy (1835, llibret de Scribe). Seguiren obres com La reine de Chypre (1841) i Charles VI (1843) d'Halévy. També poden citar-se obres com: La Esmeralda de Bertin (1836), Stradella (1837) i Marie Stuart (1844) de Niedermeyer (1837), Guido et Ginevra d'Halévy (1838), Le lac des fées (1839) i L'Enfant prodigue (1850) d'Auber.
Alguns autors italians van rebre encàrrecs per fer grand-opéra: així s'estrenaren La Favorite i Les martyrs (1840) i Dom Sébastien (1843) de Gaetano Donizetti o Jérusalem (1847) de Giuseppe Verdi. Verdi compongué alguns dels cims del gènere, com Les vêpres siciliennes (1855), que, en italià, assolí un gran èxit fora de França.
Després de la revolució de 1848, el gust pel luxe i l'extravagància propis de la grand-opéra començaren a declinar; s'hi sumà el gran cost que representaven els muntatges. Així, el Faust (1859) de Charles Gounod s'estrenà com a opéra-comique i no fou una grand opéra fins a la versió posterior; tot i respectar les convencions de la grand opéra (grans escenes de conjunt, cors multitudinaris, i l'inevitable ballet…) trenca amb alguns dels seus convencionalismes, amb una orquestració més rica i dotant als recitatius d'una gran entitat musical, situant a Marguerite en una posició central amb la seva coloratura. Les troyens d'Hector Berlioz (1856–1858) no es pogué representar de manera completa fins al segle xx.
El gènere tingué una revifalla als anys seixanta del segle xix, amb obres com La Reine de Saba de Charles Gounod o L'Africaine de Meyerbeer (1865). El Don Carlos de Giuseppe Verdi (1867) es convertí en l'exemple més assolit del gènere francès per excel·lència. Ambroise Thomas amb Hamlet (1868) i Gounod amb la seva versió definitiva de Faust (1869), marcaren la segona edat d'or del gènere.
La influència de Richard Wagner es començà a notar en l'òpera francesa, modificant-ne les característiques. Poden considerar-se encara grands opéras obres com Le Roi de Lahore (1877) i Le Cid de Jules Massenet (1885), Polyeucte (1878) de Charles Gounod, Henry VIII de Camille Saint-Saëns (1883), Sigurd d'Ernest Reyer (1884 a Brussel·les) o l'avui oblidada Patrie! d'Émile Paladilhe (1886).
El declivi ja era irrefrenable. A banda que el gust del públic preferia altres estils com el verisme o el wagnerianisme, es tractava d'un gènere massa car per produir les representacions, i més encara per exportar-les. El gran nombre de cantants solistes amb parts complexes, de músics de cor i d'orquestra i la despesa en grans decorats i efectes especials feia inviable la reposició d'aquestes òperes i la creació de noves. L'incendi de l'Opéra de París al final del segle acabà amb molts dels decorats que encara es feien servir i no foren reposats. Músics com Vincent d'Indy, Ernest Chausson i Gabriel Fauré crearen òperes d'argument que podria haver estat de grand opéra però que, per l'estil, molt més modern, ja no poden considerar-se dintre del gènere: Fervaal, Le Roi Arthus i Pénélope, respectivament.

## Expansió fora de França
Les grans obres del gènere, com les de Meyerbeer, La juive o algunes d'Auber tingueren una gran difusió arreu, en molts casos en la seva traducció a l'italià. Igualment, les grandes opéras d'autors italians tingueren gran èxit a tot Europa i Amèrica, tot i que en la versió italiana. L'estil influí en altres escoles operístiques.
Algunes òperes italianes incorporaren en els anys seixanta i setanta del XIX un ballet: així, Il guarany d'Antônio Carlos Gomes i La Gioconda d'Amilcare Ponchielli. Aida de Verdi, tot i tenir només quatre actes, és un exemple paradigmàtic de grand opéra. El seu èxit va influir en noves òperes que en seguien l'esquema: Fosca (1873) i Salvator Rosa (1874) de Gomes; Gustavo Wasa (1875) de Marchetti, I lituani (1874) de Ponchielli o La Contessa di Mons de Lauro Rossi (1874).
A Alemanya, la influència també fou gran, especialment la de Meyerbeer. Rienzi de Richard Wagner (1842) és una grand opéra en l'estil de Meyerbeer, i la versió de París de Tannhäuser (1860) s'adapta a algunes de les exigències del gènere.